# Oraiokastron
Oraiokastron este un oraș în Grecia.